# G. Willow Wilson
Pour les articles homonymes, voir Wilson.
Œuvres principales
- Alif l'invisible

Gwendolyn Willow Wilson, née le 31 août 1982 dans le New Jersey, est une écrivaine de science-fiction et scénariste de bande dessinée américaine. Convertie à l'islam, elle crée en 2013 avec le dessinateur Adrian Alphona et la rédactrice Sana Amanat le personnage de Kamala Khan, nouvelle incarnation de Miss Marvel qui devient en février 2014 le premier personnage musulman à disposer de son propre comic book.

## Biographie
En 2020 paraît en France Invisible Kingdom, tome 1 Le Sentier, en collaboration avec Christian Ward (HiComics). L'album figure dans la sélection pour le Festival d'Angoulême 2021.

## Œuvres

### Bande dessinée
- Cairo (en) (avec M. K. Perker (en)), Vertigo, 2007.
- Air (en), (avec M. K. Perker), Vertigo, 2008-2010.
- Vixen: Return of the Lion (avec CAFU), DC Comics, 5 numéros, 2008-2009.
- Miss Marvel (avec Adrian Alphona et al.), Marvel Comics, depuis 2014.
- Invisible Kingdom
- Poison Ivy infinite, depuis juin 2022

### Romans
- (en) The Butterfly Mosque, Grove Press, 2011
- Alif l'invisible, Buchet/Chastel, 2013 ((en) Alif the Unseen, Grove Press, 2012)
- (en) The Bird King, Grove Press, 2019

## Récompenses
- 2013 : prix World Fantasy du meilleur roman pour Alif l'invisible
- 2015 : prix Hugo de la meilleure histoire graphique pour Miss Marvel, vol. 1 : No Normal (avec Jake Wyatt et Adrian Alphona)
- 2016 :  prix de la série du festival d'Angoulême pour Miss Marvel (avec Adrian Alphone)
- 2020 : prix Eisner de la meilleure nouvelle série pour Invisible Kingdom (avec Christian Ward)[2]